# Laurie Calloway
Laurie Calloway (Birmingham, 17 giugno 1945) è un allenatore di calcio ed ex calciatore inglese, di ruolo difensore.

## Carriera

### Calciatore
Formatosi nel Wolverhampton, nel 1964 viene ingaggiato dal Rochdale, club di Fourth Division.
Nella stagione 1968-1969 sale in cadetteria, passando al Blackburn, con cui ottenne l'ottavo posto nella Second Division 1969-1970.
Nella stagione 1970-1971 torna in quarta serie per giocare nel Southport, chiudendo il campionato all'ottavo posto.
La stagione seguente sale di una categoria per militare nel York City, ottenendo il diciannovesimo posto finale.
Nelle due stagioni successive è in forza allo Shrewsbury Town, con cui retrocesse in quarta serie al termine della Third Division 1973-1974.
Nel 1974 si trasferisce negli Stati Uniti d'America per giocare con la neonata franchigia della NASL. Militerà con gli Earthquakes sino al 1977, ottenendo come miglior risultato il raggiungimento delle semifinali nel campionato 1976. 
Nella stagione 1978 interrompe la militanza negli Earthquakes, diventando l'allenatore-giocatore dei Southern California Lazers, franchigia dell'American Soccer League. Calloway guidò i Lazers alle semifinali di divisione, perse contro i California Sunshine.
Nella stagione 1979 torna alla squadra di San Jose, con cui non riuscirà a raggiungere i play off per il titolo.

### Allenatore
Nella stagione 1981 diviene l'allenatore del California Surf, franchigia della NASL, subentrando a Peter Wall. Con i californiani non riuscì ad accedere alla fase del torneo.
Nella stagione 1983 diviene l'allenatore dei Seattle Sounders, sempre nella NASL, subentrando a Alan Hinton. Con i Sounders non riuscì ad accedere alla fase del torneo.
Nella stagione 1985 torna ai S.J. Earthquakes in veste di allenatore, vincendo la prima edizione della Western Alliance Challenge Series.
Tra il 1991 e 1992 è l'allenatore dei S.F. Bay Blackhawks, squadra della American Professional Soccer League vincendo l'edizione 1991.
Nel 1996 diviene l'allenatore dei San Jose Clash, nuova incarnazione degli Earthquakes, impegnati nella neonata Major League Soccer, nuovo massimo campionato statunitense. Nella stagione d'esordio Calloway con i suoi Clash raggiunse le semifinali di Conference, perse contro i futuri finalisti dei LA Galaxy. La sua gestione della squadra fu segnata da contrasti con i membri della rosa, tra cui Eric Wynalda e Tim Martin.
Negli anni seguenti allena i Des Moines Menace, i Syracuse Salty Dogs ed i Rochester Rhinos.

## Palmarès

### Competizioni nazionali
- Western Alliance Challenge Series: 1

San Jose Earthquakes: 1985
- American Professional Soccer League: 1

San Francisco Bay Blackhawks: 1991